# Hydriomena nipteroides
Hydriomena nipteroides är en fjärilsart som beskrevs av Paul Dognin 1913. Hydriomena nipteroides ingår i släktet Hydriomena och familjen mätare. Inga underarter finns listade i Catalogue of Life.